# Những chàng lính ngự lâm lớp 4A
Những chàng lính ngự lâm lớp 4A (tiếng Nga: Мушкетеры 4 «А») là một bộ phim phiêu lưu - hài hước dành cho trẻ em của đạo diễn Valentin Kozachkov, ra mắt lần đầu năm 1972.

## Nội dung
Truyện phim kể về chuyến phiêu lưu tức cười của 4 cậu bé Sergey, Boris, Yura và Zhenya trong những ngày hè ở một làng chài ven sông Dnepr.